# Lekkoatletyka na Letnich Igrzyskach Paraolimpijskich 2004 – rzut dyskiem kl. F55 mężczyzn
W rzucie dyskiem kl. F55 (zawodnicy na wózkach inwalidzkich) mężczyzn podczas Letnich Igrzysk Paraolimpijskich 2004 rywalizowało ze sobą 11 zawodników.

## Wyniki

### Finał
| Poz. | Zawodnik             | Narodowość | Rezultat | Uwagi |
| ---- | -------------------- | ---------- | -------- | ----- |
| 1    | Martin Nemec         | Czechy     | 37.18    | PR    |
| 2    | Jalil Bagheri Jeddi  | Iran       | 34.64    |       |
| 3    | Mokhtar Nourafshan   | Iran       | 31.45    |       |
| 4    | Jacques Martin       | Kanada     | 31.10    |       |
| 5    | Symeon Paltsanitidis | Grecja     | 30.53    |       |
| 6    | Bashar Maklef        | Irak       | 30.26    |       |
| 7    | Renato Misturini     | Włochy     | 29.40    |       |
| 8    | Mustafa Yuseinov     | Bułgaria   | 29.30    |       |
| 9    | Ali Naderi           | Iran       | 27.62    |       |
| 10   | Ulrich Iser          | Niemcy     | 25.57    |       |
| 11   | V. Gopalappa         | Indonezja  | 25.20    |       |